# Andreas Wecker
Andreas Wecker né le 2 janvier 1970 à Staßfurt est un gymnaste allemand. Il a remporté la finale à la barre fixe lors des Jeux olympiques d'été de 1996 à Atlanta. Entre 1989 et 1995 il a remporté au total 14 médailles internationales et plus de 40 titres en Allemagne. Il a été nommé sportif de la DDR en 1989 et est devenu le dernier athlète à obtenir cette distinction.

## Palmarès

### Jeux olympiques
- Séoul 1988
  -  médaille d'argent par équipes

- Barcelone 1992
  -  médaille d'argent à la barre fixe
  -  médaille de bronze au cheval d'arçons
  -  médaille de bronze aux anneaux

- Atlanta 1996
  -  médaille d'or à la barre fixe

### Championnats du monde
- Stuttgart 1989
  -  médaille d'argent par équipes
  -  médaille d'argent au cheval d'arçons
  -  médaille d'argent aux anneaux
  -  médaille de bronze aux barres parallèles

- Indianapolis 1991
  -  médaille de bronze par équipes
  -  médaille d'argent aux anneaux

- Birmingham 1993
  -  médaille de bronze au concours général individuel
  -  médaille d'argent au cheval d'arçons
  -  médaille d'argent aux anneaux

- Sabae 1995
  -  médaille d'or à la barre fixe

### Championnats d'Europe
- Stockholm 1989
  -  Champion d'Europe à la barre fixe
  -  médaille d'argent au cheval d'arçons
  -  médaille d'argent aux barres parallèles

- Budapest 1992
  -  Champion d'Europe à la barre fixe

- Prague 1994
  -  médaille d'argent aux anneaux